# Боркув (Мазовецьке воєводство)
Боркув (пол. Borków) — село в Польщі, у гміні Колбель Отвоцького повіту Мазовецького воєводства.
Населення — 57 осіб (2011).
У 1975-1998 роках село належало до Седлецького воєводства.

## Демографія
Демографічна структура станом на 31 березня 2011 року:
|          | Загалом | Допрацездатний вік | Працездатний вік | Постпрацездатний вік |
| -------- | ------- | ------------------ | ---------------- | -------------------- |
| Чоловіки | 28      | 2                  | 20               | 6                    |
| Жінки    | 29      | 6                  | 13               | 10                   |
| Разом    | 57      | 8                  | 33               | 16                   |